# Jeon Ha-young
Jeon Ha-young (kor. 전하영; * 18. August 2001 in Daejeon) ist eine südkoreanische Säbelfechterin.

## Erfolge
Jeon Ha-young erzielte 2023 ihren ersten internationalen Erfolg, als sie im Mannschaftswettbewerb der Weltmeisterschaften in Mailand mit Yoon Ji-su, Choi Se-bin und Jeon Eun-hye den dritten Platz belegte. 2024 folgte bei den Asienmeisterschaften in Kuwait in unveränderter Aufstellung im Mannschaftswettkampf der Gewinn einer weiteren Bronzemedaille. Auch im Einzel gelang ihr als Dritte eine Podestplatzierung.
Bei den Olympischen Spielen 2024 in Paris startete Jeon in zwei Konkurrenzen. Im Einzel zog sie nach zwei Siegen ins Viertelfinale ein, in dem sie gegen Choi Se-bin knapp mit 14:15 verlor. Erfolgreicher verlief hingegen der Mannschaftswettbewerb. Gemeinsam mit Yoon Ji-su, Jeon Eun-hye und Choi Se-bin erreichte sie das Finale, nachdem in der ersten Runde die Vereinigten Staaten mit 45:35 und im anschließenden Halbfinale Frankreich mit 45:36 bezwungen wurden. Dort trafen die Südkoreanerinnen auf die Équipe der Ukraine, der sie mit 42:45 unterlagen und damit die Silbermedaille gewannen.